# Emanuel Antonín Meliš
Emanuel Antonín Meliš (15. října 1831 Zminný – 29. června 1916 Vršovice) byl český hudební publicista, spisovatel, překladatel, redaktor a spolkový činovník. Jeho manželkou byla spisovatelka a redaktorka Antonie Melišová-Körschnerová.

## Život

### Mládí
Narodil se ve Zminném nedaleko Dašic ve východních Čechách v rodině mlynáře Jana Meliše a jeho ženy Anonie rodem Žižkové. Od mládí se věnoval hudbě, studoval na gymnáziích v Hradci Králové a později na Akademickém gymnáziu v Praze. Poté se začal věnovat spisovatelství: přispíval časopisu Lumír hudebními statěmi a také překlady z francouzštiny a italštiny. Roku 1858 založil hudební časopis Dalibor, ve kterém mj. vyzýval k tomu, aby se v Čechách a na Moravě zřizovaly pěvecké spolky jakožto výraz českého národního uvědomění.

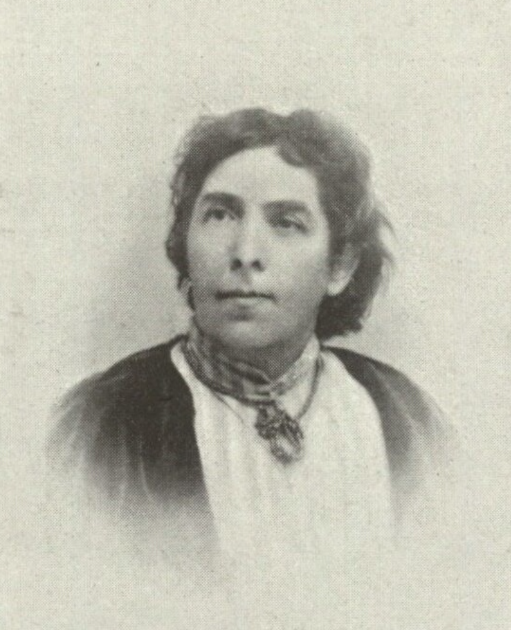
Manželka Antonie Melišová-Körschnerová

Roku 1861 se oženil s přispěvatelkou Dalibora a spisovatelkou Antonií Körschnerovou, kterou pojal za manželku v rámci tzv. redaktorské svatby, při níž všichni zúčastnění, nevyjímajíce ani oddávajícího kněze, byli redaktory. Manželé pak společně žili v Pardubicích. Antonie Melišová- patřila k prvním česky publikujícím autorkám, roku 1861 pak začala jakožto první česká redaktorka vydávat časopis Lada, vůbec první český časopis určený ženám.

### Hudební a spolková činnost
Zde působil ve spolkové i publikační činnosti: s Ludmilou Procházkou vydával sbírku čtyřzpěvů a sborů pod názvem Záboj a zpracoval roku 1863 s Josefem Bergmannem Průvodce v oboru písní od r. 1800–1862. Rovněž z italštiny přeložil libreto k opeře Kryšpín a kmotra, z němčiny pak libreta k operám Fidelio a Bludný Holanďan. Přispíval také hudebními články do Riegrova slovníku naučného heslo Dějiny ruské hudby a pro Mendlův hudební slovník hesla Dějiny české hudby a Dějiny ruské hudby. V Praze založil hudební podpůrný spolek Cecilie v Praze. Zasloužil se také o angažmá svého přítele Eduarda Nápravníka u ruského hraběte Jusupova, díky kterému zde Nápravník započal celoživotní umělecké angažmá k této zemi.

### Národohospodářství
Roku 1864 vzdal se vydávání Dalibora a začal se věnovat studiím hospodářství a národohospodářství. Roku 1870 se stal tajemníkem Jednoty k povzbuzení průmyslu v Čechách, tuto funkci vykonával až do roku 1877. Roku 1878 se manželé Melišovi odstěhovali se do Malolán u Veské nedaleko Dašic, kde vybudovali rodinné sídlo Melišovka. Zde Meliš zřídil pokusnou hospodářskou stanici, věnoval se sepisování odborné hospodářské literatury. Roku 1887 založil hospodářský časopis Rozhled, který posléze vycházel v Chotěboři pod názvem Melišův rozhled. Roku 1894 ovdověl.

### Úmrtí
Emanuel Antonín Meliš zemřel 29. června 1916 ve Vršovicích. Pohřben byl na Vinohradském hřbitově.

## Dílo (výběr)

### Hudební díla
- Záboj (sbírka čtyřzpěvů, s L. Procházkovou)
- Průvodce v oboru českých tištěných písní pro jeden neb více hlasů (od r. 1800-1862) (s J. Bergmannem, 1863)

### Národohospodářská díla
- Zelařství (1878)
- Cibulářství